# 桧原さとし
桧原 さとし（ひのきばら さとし）（本名・吉村 邦夫）は、東京都西多摩郡檜原村出身の作曲家。第37回日本レコード大賞作曲賞受賞。

## 主な作品
- 捨てられて（長山洋子）
- 逢いたくて（長山洋子）
- 愛の天秤（大城バネサ）
- 紅い雪（長山洋子）
- 明日の幸せ（原田悠里）
- 明日も夢見て（和田青児）
- あなた時雨（谷龍介）
- いい女といい男…（セイちゃん♡ミーちゃん）
- 愛しき街角（氷川きよし）
- 海鳴り（服部浩子）
- 桜恋花（三善英史）
- 女の旅情（五月みどり）
- 回想賦（山本譲二）
- 影ぼうし（氷川きよし）
- 鎌倉の女（原田悠里）
- 寒月（岩本公水）
- 暗闇坂（森進一）
- 元気だして（天童よしみ）
- 今夜も片想い（氷川きよし）
- さすらい港町（氷川きよし）
- 旅の月（大川栄策）
- 旅人（天童よしみ）
- 津和野川（水森かおり）
- 東京しのび逢い（小金沢昇司＆大月みやこ）
- 東京霧笛（氷川きよし）
- 途中下車（桜井くみ子）
- ベイサイド・ブギ（氷川きよし）
- 窓（小金沢昇司）
- 紅葉川（井上由美子）
- 誘惑（山本リンダ）
- 雪深深（藤あや子）
- ヨコハマ・シルエット（長山洋子&吉岡錦正）
- 夜雨（和田青児）
- 別離のルージュ（浅田あつこ）